# Hippolytia
Hippolytia es un género de plantas pertenecientes a la familia Asteraceae. Comprende 26 especies descritas y solo 17 aceptadas. Son originarias de Asia.

## Taxonomía
El género fue descrito por Piotr Poliakov y publicado en Botanicheskie Materialy Gerbariia Botanicheskogo Instituta imeni V. L. Komarova Akademii Nauk SSSR 18: 288. 1957.  La especie tipo es Hippolytia darvasica (C.Winkl.) Poljakov

## Especies aceptadas
A continuación se brinda un listado de las especies del género Hippolytia aceptadas hasta junio de 2012, ordenadas alfabéticamente. Para cada una se indica el nombre binomial seguido del autor, abreviado según las convenciones y usos:
- Hippolytia alashanensis (Ling) C.Shih
- Hippolytia crassicollum (Rech.f.) K.Bremer & Humphries
- Hippolytia darvasica (C.Winkl.) Poljak.
- Hippolytia delavayi (Franch. ex W.W.Sm.) C.Shih
- Hippolytia desmantha C.Shih
- Hippolytia dolichophylla (Kitam.) K.Bremer & Humphries
- Hippolytia glomerata C.Shih
- Hippolytia gossypina (C.B.Clarke) C.Shih
- Hippolytia herderi (Regel & Schmalh.) Poljakov
- Hippolytia kennedyi (Dunn) Ling
- Hippolytia megacephala (Rupr.) Poljakov
- Hippolytia schugnanica (C.Winkl.) Poljakov
- Hippolytia senecionis (Jacquem. ex Besser) DC.
- Hippolytia syncalathiformis C.Shih
- Hippolytia tomentosa (DC.) Tzvelev
- Hippolytia trifida (Turcz.) Poljakov
- Hippolytia yunnanensis (Jeffrey) C.Shih